# Jacques Yvon Ndolou
Jacques Yvon Ndolou   (Cuvette, 3 de maig de 1944) fou un militar i polític de la República del Congo.
General de Divisió, va ser cap de l'Estat Major de les Forces Armades Congoleses (FAC) del 1999 al 2002. També va ser ministre de Defensa (2002-2009) i ministre d'Esports i Educació i Esportiva (2009-2011). També ha estat ambaixador de la República del Congo a la República Centreafricana des de 2017 i ambaixador a Alemanya del 2012 al 2017.
De jove fou esportista. Va participar amb el seu equip de voleibol a la primera Copa Tropical del 1962 a Bangui (República Centreafricana) on va guanyar la medalla de plata, així com als primers Jocs Africans de 1965 a Brazzaville, on va guanyar la medalla de bronze. També va ser capità de l'equip de la República del Congo que va guanyar la 8a Copa Africana de Futbol de les Nacions el 1972.